# William Wood
William Wood (Kendal, 1774 - Ruislip, 1857) was een Engelse arts. Hij verliet de geneeskunde en werd natuuronderzoeker (vooral malacoloog en entomoloog) en verkoper en uitgever van boeken over natuurlijke historie. Hij schreef diverse boeken vooral over weekdieren. Hij werd in 1812 gekozen tot lid van de Royal Society en werd ook "fellow" van de Linnean Society of London

## Werken
- General conchology; or, A description of shells, arranged according to the Linnean system (1815)
- Catalogue of shells, British and foreign (1818)

- Stuttgart Database of Scientific Illustrators 1450–1950: 11997
- Gemeinsame Normdatei: 1055152288
- International Standard Name Identifier: 0000 0000 6708 1993
- Library of Congress Control Number: n87816938
- Nationale bibliotheek van Australië: 35838571
- Nationale Bibliotheek van Israël: 987007272112605171
- Nederlandse Thesaurus van Auteursnamen: 161631959
- Istituto Centrale per il Catalogo Unico: LO1V409229
- SNAC: w6349658
- Système universitaire de documentation: 194570487
- Trove: 1110190
- Union List of Artist Names: 500023929
- Virtual International Authority File: 67986161
- WorldCat: E39PBJcrj77rk4bYWjQPJHWkXd